# Jonas Jackus
Jonas Jackus, litovski general, * 1894, † 1977.